# Бадань (Дрниш)
Бадань (хорв. Badanj) — населений пункт у Хорватії, у Шибеницько-Книнській жупанії у складі міста Дрниш.

## Населення
Населення за даними перепису 2011 року становило 280 осіб.
Динаміка чисельності населення поселення:

## Клімат
Середня річна температура становить 13,39 °C, середня максимальна – 28,78 °C, а середня мінімальна – -1,89 °C. Середня річна кількість опадів – 859 мм.
| Клімат поселення                              | Клімат поселення | Клімат поселення | Клімат поселення | Клімат поселення | Клімат поселення | Клімат поселення | Клімат поселення | Клімат поселення | Клімат поселення | Клімат поселення | Клімат поселення | Клімат поселення | Клімат поселення |
| Показник                                      | Січ.             | Лют.             | Бер.             | Квіт.            | Трав.            | Черв.            | Лип.             | Серп.            | Вер.             | Жовт.            | Лист.            | Груд.            |                  |
| Середній максимум, °C                         | 10,21            | 11,25            | 14,26            | 17,83            | 22,65            | 26,40            | 28,78            | 28,52            | 23,81            | 18,89            | 13,60            | 10,50            |                  |
| Середня температура, °C                       | 4,16             | 5,20             | 8,20             | 11,78            | 16,60            | 20,36            | 23,81            | 23,56            | 18,84            | 13,92            | 8,63             | 5,54             |                  |
| Середній мінімум, °C                          | −1,89            | −0,84            | 2,15             | 5,75             | 10,56            | 14,32            | 18,85            | 18,59            | 13,88            | 8,96             | 3,67             | 0,58             |                  |
| Норма опадів, мм                              | 72               | 64               | 69               | 76               | 62               | 60               | 39               | 52               | 79               | 91               | 106              | 89               |                  |
| Середньомісячна швидкість вітру, м/с          | 1.82             | 2.06             | 2.31             | 2.26             | 2.03             | 1.81             | 1.82             | 1.66             | 1.74             | 1.76             | 2.07             | 2.03             |                  |
| Середньомісячна сонячна радіація, кДж/м²·день | 5379             | 8101             | 11758            | 16266            | 20192            | 22744            | 24441            | 21303            | 15940            | 10268            | 5745             | 4566             |                  |
| --------------------------------------------- | ---------------- | ---------------- | ---------------- | ---------------- | ---------------- | ---------------- | ---------------- | ---------------- | ---------------- | ---------------- | ---------------- | ---------------- | ---------------- |
| Джерело:                                      |                  |                  |                  |                  |                  |                  |                  |                  |                  |                  |                  |                  |                  |